# Филип Ериа
Филип Ериа (на френски: Philippe Hériat) е френски актьор, сценарист, драматург и писател на произведения в жанра драма и исторически роман.

## Биография и творчество
Филип Ериа, с рождено име Реймон Жерар Пайел, е роден на 15 септември 1898 г. в Париж, Франция. Син е на Жорж Пайел, първия председател на Сметната палата. След завършване на гимназията се записва доброволец за участие в Първата световна война.
След края на войната работи и учи при режисьора Рене Клер като асистент-режисьор. През 1920 г. прави дебюта си като филмов актьор в нямото кино във филма „Le Carnaval des vérités“ (Карнавалът на истините), а след това и като театрален актьор. През следващите петнадесет години той се появява във второстепенни роли в други двадесет и пет филма, включително шедьовъра на Абел Ганс от 1927 г., „Наполеон“. През 1949 г. си сътрудничи с режисьора Жан Деланоа, за сценария за филма „Le Secret de Mayerling“ (Тайната на Майерлинг).
Заедно с работата си в киното започва да пише. Първият му роман „L'Innocent“ (Невинният) е издаден през 1931 г. Романът печели наградата „Ренодо“.
През 1939 г. е издаден романът му „Разглезените деца“ от емблематичната му поредица, семейната сага „Семейство Бусардел“. Сагата описва възхода и перипетиите на едно семейство през няколко поколения от падането на Първата империя до 50 години на 20-и век. Романът получава наградата „Гонкур“, с което става първият френски писател получил и двете престижни френски литературни награди. През 1947 г. е издаден вторият му роман от поредицата (хронологично историята е преди първия), „Famille Boussardel“. Той е отличен с Голямата награда за роман на Френската академия. Сагата „Семейство Бусардел“ е адаптирана в едноименния телевизионен минисериал от пет епизода през 1972 г.
През 1949 г. е избран за член на Академията „Гонкур“, позиция която заема до смъртта си.
Филип Ериа умира на 10 октомври 1971 г. в Париж. Погребан е в грабището „Пер Лашез“.

## Произведения

### Самостоятелни романи
- L'Innocent (1931) – награда „Ренодо“[1][2]
- La Titine. L'amour sur le banc (1932 – 1933)
- L'Araignée du matin (1933)
- La Main tendue (1933)
- Le Départ du Valdivia (1933)
- La Foire aux garçons (1934)
- Miroirs (1936)
- La Bruyère du Cap (1943)
- La Brimade inutile (1946)
- Retour sur mes pas (1959)

### Серия „Семейство Бусардел“ (Les Boussardel)
произведенията са подредени в хронологичен ред на историята
1. Famille Boussardel (1944) – голямата награда на Френската академия за роман[1][2]
2. Les Enfants gâtés (1939) – награда „Гонкур“
Разглезените деца, изд. „Славчо Атанасов“ София (1940), прев. Лиляна Катеринска
3. Les Grilles d'or (1957)
4. Le Temps d'aimer (1968)

### Пиеси
- L'Immaculée (1947)[2]
- Belle de Jour ()
- Les Noces de deuil (1953)
- Les Joies de la famille (1960)
- Les Hauts de Hurlevent (1961) – оперно либрето
- Voltige (1967)

### Филмография

#### Като актьор
- 1920 Le Carnaval des vérités
- 1920 L'Homme du large
- 1921 El Dorado
- 1921 Prométhée... banquier
- 1922 Don Juan et Faust
- 1924 La Galerie des monstres
- 1924 Le Miracle des loups
- 1924 L'Inhumaine
- 1924 L'Inondation
- 1924 Le Marchand de plaisirs
- 1925 La Chaussée des géants
- 1926 Feu Mathias Pascal
- 1926 Rien que des heures
- 1927 Наполеон, Napoléon
- 1927 En rade
- 1928 Mon cœur au ralenti
- 1929 La Merveilleuse Vie
- 1929 Sainte-Hélène (Napoleon auf St. Helena)
- 1929 La Jalousie du barbouillé
- 1929 Détresse
- 1929 L’Appel de la chair
- 1929 Amour de louve
- 1930 Dans une île perdue
- 1933 Le Sexe faible
- 1934 Rothchild de Marco
- 1934 Napoléon Bonaparte Salicetti
- 1935 Divine
- 1935 Lucrèce Borgia
- 1960 Des gens de lettres d'Henri Champetier

#### Като сценарист
- 1949 Le Secret de Mayerling
- 1955 Les Fruits de l'été
- 1967 Rosie !